# Ронде ван Фландерен 2021.
Ронде ван Фландерен 2021. било је 105. издање једнодневне бициклистичке трке, једне од калдрмисаних и монументалних класика — Ронде ван Фландерена. Одржана је 4. априла 2021. године, у Фландрији, Белгија, недељу дана прије Париз—Рубеа, као други монументални класик у сезони, трећи калдрмисани класик, четврта трка у оквиру фландријских класика, последња трка у оквиру Фламанске бициклистичке недеље и 12 трка у UCI ворлд туру 2021.
Укупна дужина износила је 267 km, старт трке је био у Антверпену, док је циљ био у Ауденардеу. Вожено је 17 калдрмисаних успона, од којих је Ауде Кваремонт вожен три пута. Бранилац титуле је био Метју ван дер Пул, који је 2020. освојио трку побједом над Ваутом ван Артом у спринту, након што је претходно Жилијен Алафилип ударио у мотор и пао док су њих тројица били у бијегу.
Највећи фаворити су поново били Ван дер Пул, Ван Арт и Алафилип. Побиједио је Каспер Асгрен, који је одспринтао Ван дер Пула, након што су њих двојица отишли од Ван Арта на последњем успону. На трећем мјесту, завршио је Грег ван Авермат, који је на циљ стигао секунду испред Јаспера Стојвена. Сеп Ванмарке је одспринтао групу која је стигла на циљ 47 секунди иза Асгрена, за пето мјесто, док је Ван Арт завршио на шестом мјесту.

## Рута
Од 2017. старт трке је у Антверпену, највећем граду у Фландрији. Првих 118 km вози се по равном, а пролази се кроз градове Син Никлас, Алст и Зотегем, након чега се долази у град Ауденарде, а први калдрмисани успон — Ауде Кваремонт вози се након 119 km, односно на 148 km до циља. Са дужином од 2,2 km, Кваремонт је најдужи успон на трци, са просјечним нагибом од 4,2%, док је максимални нагиб 12%, на средини успона. Након Кваремонта, возе се три круга у фландријским арденима; први успон је Кортекер, који је дуг километар, са просјечним нагибом од 6,4%, док је максимални нагиб 17,1% и обично већ на првој кривини на почетку успона крећу напади. Пет километара након врха Кортекера, вози се успон Ладезе, дужине 1,2 km, са просјечним нагибом од 5,6% и максималним нагибом од 15%. Три километра након врха, вози се успон Волвенберг, дуг 0,7 km, са просјечним нагибом од 7,6%, уз максимални нагиб од 17,3%. након чега слиједе Леберг, дуг 700 метара, са максималним нагибом од 12,4%, Берендрис дуг 900 метара са максималним нагибом од 10% и Тенбос, дуг 500 метара, са просјечним нагибом од 4,9%. Након 11 километара по равном, на 97 km до циља, вози се Мур ван Герардсберген, који је на трку поново укључен 2017. Успон је дуг 910 метара, са просјечним нагибом од 9%, док је максимални нагиб 20%. Након што је искључен Потелберг, нема успона наредних 27 km, а на 72 km до циља вози се Канариберг, дуг 900 метара, са просјечним нагибом 7,7%, уз максимални нагиб 14%, након чега се круг завршава и вози се Ауде Кваремонт по други пут.
Након Кваремонта, вози се супротним правцем, а послије само 3 километра, на 52 km до циља, вози се Патерберг, дуг 400 метара, са просјечним нагибом од 12,5%, уз максимални нагиб од 20%. Седам километара након врха Патерберга, вози се Копенберг, дуг 600 метара, са просјечним нагибом од 11,6%, уз максимални нагиб од 22%; а возачи често силазе са бицикла и пјешке прелазе ту дионицу. У два километра размака, на 39 и 37 km до циља, возе се Стенбекдрис, дуг 820 метара, са просјечним нагибом од 7,6%, уз максимални нагиб од 12,8% и Тајенберг, дуг 800 метара, са просјечним нагибом од 7,1% и максималним нагибом од 18%, који је познат као Боненберг, по Тому Бонену.
Након 11 километара, на 26 km до циља, вози се Кројсберг, дуг 800 метара, са просјечним нагибом од 5%, док је максимални нагиб 9%. Након 10 километара по равном, долази се поново до успона Ауде Кваремонт, који се вози по трећи пут, на 16 km до циља. Последњи успон на трци је Патерберг, који се вози по други пут, на 13 km до циља; након успона, иде се лијево, на спуст, након чега се вози по равном до циља у Кваремонту.

### Успони
| Бр. | Име                   | Дужина (km) | Просјечни нагиб (%) | Максимални нагиб (%) | Дужина од (km) | Дужина од (km) |
| Бр. | Име                   | Дужина (km) | Просјечни нагиб (%) | Максимални нагиб (%) | Почетак (km)   | До циља (km)   |
| --- | --------------------- | ----------- | ------------------- | -------------------- | -------------- | -------------- |
| 1.  | Ауде Кваремонт        | 2,2         | 4,2                 | 12                   | 119            | 148            |
| 2.  | Кортекер              | 1,0         | 6,4                 | 17,1                 | 130            | 137            |
| 3.  | Ладезе                | 1,2         | 5,6                 | 15                   | 136            | 131            |
| 4.  | Волвенрберг           | 0,7         | 7,6                 | 17,3                 | 140            | 127            |
| 5.  | Леберг                | 0,7         | 6,1                 | 14                   | 148            | 119            |
| 6.  | Берендрис             | 0,9         | 7,1                 | 12,4                 | 152            | 115            |
| 7.  | Тенбос                | 0,5         | 4,9                 | 8                    | 159            | 108            |
| 8.  | Мур ван Герардсберген | 0,9         | 9                   | 20                   | 170            | 97             |
| 9.  | Канариберг            | 0,9         | 7,7                 | 14                   | 197            | 70             |
| 10. | Ауде Кваремонт        | 2,2         | 4,2                 | 12                   | 212            | 55             |
| 11. | Патерберг             | 0,4         | 12,5                | 20                   | 215            | 52             |
| 12. | Копенберг             | 0,6         | 11,6                | 22                   | 222            | 45             |
| 13. | Стенбекдрис           | 0,8         | 7,6                 | 12,8                 | 228            | 39             |
| 14. | Тајенберг             | 0,8         | 7,1                 | 18                   | 230            | 37             |
| 15. | Кројсберг             | 0,8         | 5                   | 9                    | 241            | 26             |
| 16. | Ауде Кваремонт        | 2,2         | 4,2                 | 12                   | 251            | 16             |
| 17. | Патерберг             | 0,4         | 12,5                | 20                   | 254            | 13             |

## Тимови
На трци учествује 25 тимова, са по седам возача; 19 ворлд тур тимова има аутоматску позивницу, побједник про тура за претходну годину такође има аутоматску позивницу за све ворлд тур трке, а другопласирани из про тура има аутоматску позивницу за све једнодневне ворлд тур трке, док организатори трке — Фландријски класици, додјељују четири вајлд кард позивнице. По правилу из 2019. најбољи про тур тим у рангирању има загарантовано учешће на свакој ворлд тур трци наредне сезоне, најбољи про тур тим у сезони 2020. био је Алпесин—феникс, који је, такође, завршио на 12 мјесту у свјетском поретку тимова. Другопласирани тим из про тура 2020. — Аркеа—самсик, такође има аутоматску позивницу за класике, док су четири вајлд кард позивнице добили Бенгол ВБ, Спорт Фландерен—белоис, Тотал директ енержи и ББ хотел—Витал консепт.
UCI ворлд тур тимови:
| - АГ2Р ситроен - Астана премијер тех - Бајк ексчејнџ - Бахрејн–викторијус - Бора–ханзгро - Групама—ФДЈ - Елегант—Квик-степ - ДСМ - ЕФ едукејшен—нипо - Израел старт ап нејшн | - Инеос Гренадирс - Интермарш—ванти—гобер материокс - Јумбо—визма - Кофидис - Кубека асос - Лото–судал - Мовистар - Трек–сегафредо - УАЕ тим Емирејтс |

UCI про тур тимови:
| - Алпесин—феникс - Аркеа—самсик - ББ хотел—Витал консепт | - Бенгол ВБ - Спорт Фландерен—белоис - Тотал директ енержи |